# Théorie CSM
Pour les articles homonymes, voir CSM.
La théorie CSM  (pour Contexte, Système, Modalité) est une théorie développée par les physiciens français Alexia Auffèves et Philippe Grangier en 2015, visant à proposer une approche réaliste de la physique quantique, compte tenu des résultats des expériences dites du paradoxe EPR. Cette théorie est une nouvelle approche ontologique de la physique, et le réalisme quantique proposé par CSM diffère notablement du réalisme classique,,.
« CSM est à la croisée des chemins de la physique et de la philosophie. Sur le plan physique CSM fournit une ontologie et donc une compréhension des phénomènes que la physique quantique décrit. Sur le plan philosophique CSM propose de repenser l'épistémologie et l'ontologie dans un cadre de la notion d'objectivité contextuelle ».

## Contexte historique

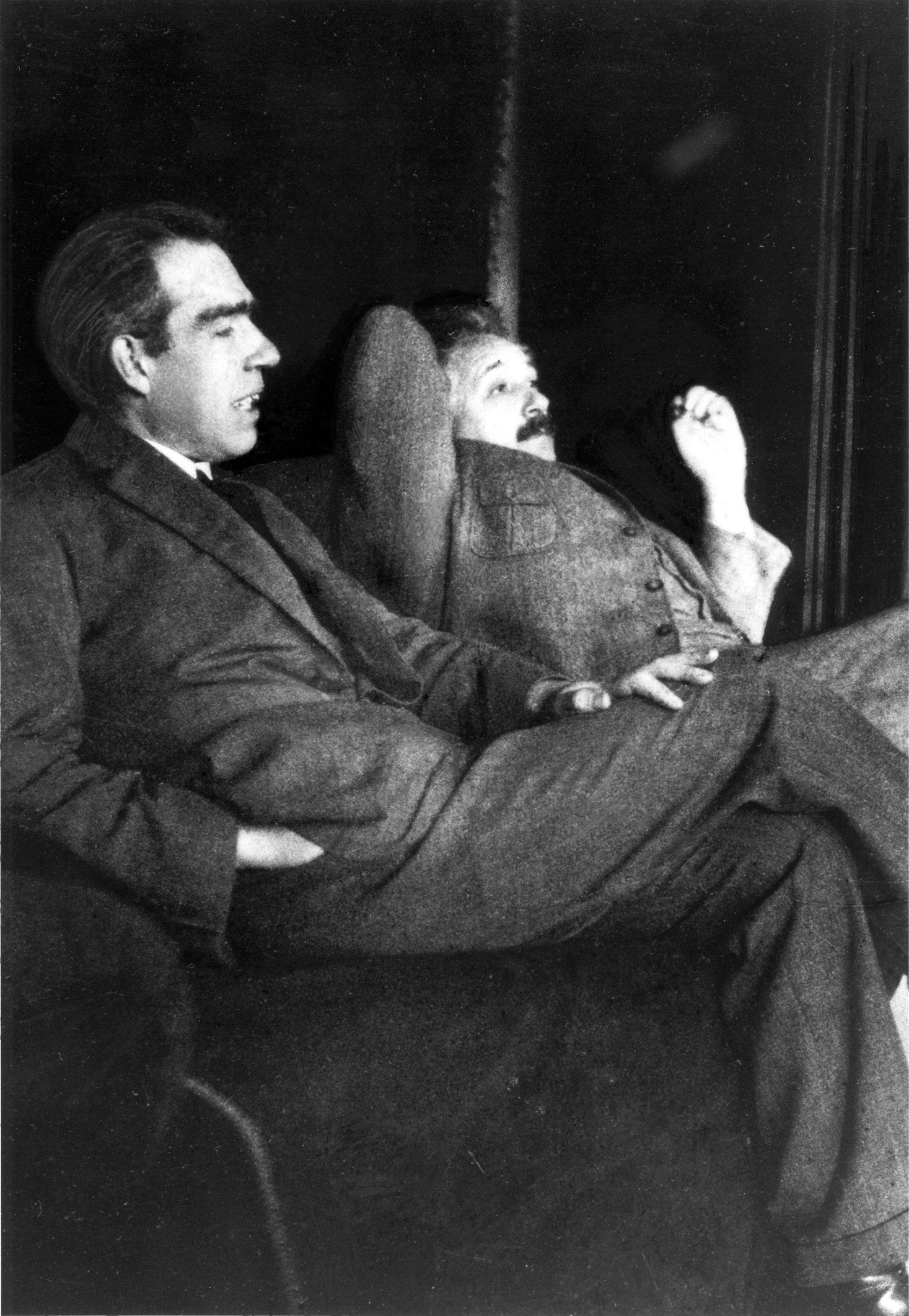
Niels Bohr et Albert Einstein (1925)

Dès son origine, le débat était violent entre les deux pères de la mécanique quantique, Albert Einstein et Niels Bohr. John Stewart Bell introduit en 1964 une notion de déterminisme local avec les inégalités de Bell, en accord avec la vision d’Einstein. Il faut attendre les années 1970 pour que les premières expériences (expériences EPR) soient réalisées sur le sujet. À la suite des travaux d’Alain Aspect entre les années 1974 et 1982, puis d’expériences « sans échappatoires » en 2015, la conclusion est que les inégalités de Bell ne sont pas respectées. La vision d'Einstein n'est donc pas tenable : la physique quantique ne se conforme pas à l'idée de réalisme local, traduite par les inégalités de Bell.
L’objectif des fondateurs de la théorie CSM est donc de fonder une nouvelle approche de la mécanique quantique en prenant en compte les résultats des expériences EPR. Leur démarche est de partir de concepts et d’observations pour aboutir à un formalisme.

## Principe de la théorie

### Principes de bases

#### Objectivité de la physique classique
Si l’on considère un système en physique « classique », celui-ci est caractérisé par ses états qui sont mesurables. Ces états du système répondent aux questions que l’on peut se poser sur sa nature. Par exemple : quelle est sa taille ? Quelle est sa couleur ? L’ensemble des réponses à ces questions va donc constituer l’état du système. L’état du système est invariant par rapport au nombre de fois que l’on pose la même question ou à l’ordre dans lequel on pose différentes questions. Cela revient à admettre une existence objective du système, dont l’état est indépendant de l’observation.

#### L’incertitude quantique
En physique quantique, l’état du système n'est pas invariant par rapport à l’ordre des questions, ou à un aller-retour entre des questions différentes. Cette incertitude introduite par la physique quantique, a amené deux grands mouvements scientifiques : d’une part le réalisme, prôné par Einstein, et d’autre part un mouvement autour de Bohr. Pour les réalistes, l’état du système tel que défini par la physique classique existe bien mais n’est pas totalement mesurable pour des raisons pratiques. Pour Bohr, l’état « classique » n’a pas lieu d’exister, seul subsiste l’état quantique défini par un vecteur dans un espace de Hilbert.

### Postulats de la théorie CSM
La théorie CSM tente de joindre le réalisme d’Einstein à la vision de Bohr à partir de 3 postulats, :
- postulat 1, modalités : on attribue l’état à un objet plus global, le système et son contexte expérimental. Cet état s’appelle alors une modalité, qui est certaine et reproductible, tant que ni le système ni le contexte ne sont modifiés. On parle ainsi d’objectivité contextuelle[7], différente de l’objectivité absolue de la physique classique ;
- postulat 2, quantification : dans un contexte donné, le nombre de modalités est discret, quantifié, et indépendant du contexte pour un système donné. Ces modalités sont mutuellement exclusives. Autrement dit, il y a un nombre entier de "réponses" possibles dans chaque contexte, et si l'une d'entre elles est valide, alors toutes les autres sont exclues ;
- postulat 3, continuité : le contexte de l’expérience est décrit par un ou plusieurs paramètres qui peuvent varier continûment.

### Conséquences

#### L’objectivité de la modalité
Contrairement à l’interprétation habituelle de la mécanique quantique, la modalité est attribuée conjointement au système et au contexte, de sorte que la modalité est unique, certaine, et reproductible dans un contexte donné. Par exemple, considérons un photon et un polariseur d’angle 45°. Les deux modalités (mutuellement exclusives) sont « transmis » ou « réfléchi ». La modalité (autrement dit la polarisation ou la non-polarisation à 45°) n’appartient pas au photon mais à l’ensemble photon-polariseur. Ce qui permet de connaitre la modalité si l'on connait le système (photon) et le contexte (polariseur). Cette propriété est d’ailleurs utilisée depuis plusieurs années en cryptographie quantique. Cette ontologie se distingue de l’interprétation « classique » car l’état du système n’existe pas indépendamment du contexte, ce qui signifie qu’on ne peut pas attribuer d’état objectif (de modalité) au système s’il est considéré seul,. 

#### Paradoxe EPR
Si l'on considère deux particules de spin 1/2 intriquées pA et pB, il y a 4 modalités mutuellement exclusives possibles. Si une personne A mesure l'état de la particule pA, la modalité de pB devient objective dans le contexte de A. De sorte que si B mesure la modalité de pB dans le même contexte que A, il trouvera l'opposé de la modalité de pA (conformément à l'état initial de la paire pA-pB). En revanche si B mesure pB dans un autre contexte, alors le résultat devient aléatoire.